# Chahār Meh
Chahār Meh (persiska: چهار مه) är en ort i Iran.   Den ligger i provinsen Kohgiluyeh och Buyer Ahmad, i den centrala delen av landet, 600 km söder om huvudstaden Teheran. Chahār Meh ligger 751 meter över havet och antalet invånare är 782.
Terrängen runt Chahār Meh är platt åt nordost, men åt sydväst är den kuperad.Runt Chahār Meh är det ganska glesbefolkat, med 47 invånare per kvadratkilometer. Närmaste större samhälle är Dehdasht, 5,6 km nordost om Chahār Meh. Omgivningarna runt Chahār Meh är i huvudsak ett öppet busklandskap.